# Alessandro Rolla
Alessandro Rolla (Pavia (Llombardia), 22 de desembre, 1757 – Milà, 10 de maig, 1841), va ser un violinista, violista i compositor italià.

## Biografia
Va estudiar viola, violí i contrapunt a Milà. Tenim notícies de la seva actuació com a solista a Milà a l'església de Sant'Ambrogio, entre 1772 i 1774, en l'execució d'un concert per a viola i orquestra de composició pròpia, probablement amb la direcció de Giovanni Battista Sammartini. L'any 1782 va ser contractat com a primera viola a l'orquestra ducal de Parma, convertint-se en primer violí deu anys més tard (feina que aleshores consistia a dirigir l'orquestra). A la mort del duc Ferran, es va traslladar a Milà, on es va convertir en una de les figures més importants de la vida musical de la ciutat. Cridat per l'empresari Francesco Benedetto Ricci per dirigir l'orquestra del Teatro alla Scala l'any 1803, hi va romandre durant trenta anys, realitzant importants canvis i millores en el personal orquestral, i augmentant significativament el nivell artístic del recentment format equip milanès, rebent els elogis de la molt exigent crítica germànica. També va estar al servei de l'orquestra del virrei Eugeni de Beauharnais com a primer violí i director de 1805 a 1835.

La seva excepcional habilitat com a violista sembla haver-li causat algunes molèsties, de fet se li va prohibir tocar la viola en públic tal com informa l'abat Giuseppe Bertini al seu Diccionari de música i músics (Palerm, 1814):
| « | "Perquè les dones no poden escoltar-ho en aquest instrument sense caure en desmais i crisi nerviosa". | » |

També va ser el primer professor de violí i viola del Reial Conservatori de Música de Milà des de la seva fundació el 1808 fins al 1835, i després es va convertir en el seu director; Va tenir entre els seus alumnes alguns dels violinistes i violistes italians més famosos, com ara Antonio Bazzini de Brescia, Girolamo Alessandro Biaggi de Bèrgam, i també hi ha un episodi de la vida del jove Paganini que el 1795 va ser portat a Parma en presència de Rolla pel seu pare per prendre classes. Rolla, però, va dir que ja no li podia ensenyar res de la tècnica del violí i el va recomanar a un professor de composició.
Paganini va actuar sovint amb Rolla, sobretot els anys 1813-1814, i sempre va romandre en una estreta relació d'amistat.
Rolla també va donar el consell d'estudiar seriosament la composició l'any 1832 al jove Giuseppe Verdi (tal com informa el bussetino en la famosa carta a Giulio Ricordi en la qual rastreja les seves primeres dificultats com a músic professional) després del seu famós fracàs a l'examen d'entrada, esmentant primer el nom de Benedetto Neri i després el de Lavigna. De fet, Verdi va començar a rebre classes particulars de Vincenzo Lavigna, clavecinista i company de Rolla tant a la Scala com al Conservatori.
Va compondre molta música de cambra (és el compositor més prolífic per a duos de corda) i música solista per a violí i viola en un brillant estil belcanto, i també va escriure la música per a ballets per a les temporades de La Scala.
Va tocar i va dirigir fins ben aviat, difonent entre els primers a Itàlia la música del seu quasi contemporani Mozart (primera interpretació italiana de Les noces de Fígaro) i del jove Beethoven: de fet, el 1813 va interpretar peces del coreodrama, Prometeo de Salvatore Viganò a La Scala i la Quarta, Cinquena i Sisena Simfonia en concerts privats a Milà; el 1823, va comissariar la primera representació d'una simfonia de Beethoven a La Scala.

## Treballs
Per conèixer l'obra de Rolla, aneu al seu arxiu de la Viquipèdia italiana.